# Bocca d'Illarata
La Bocca d'Illarata (991 m) è un passo che collega Porto Vecchio con Zonza.
È attraversato dalla D 368. Si trova sullo spartiacque tra le valli del Fiumicicoli e quella dell'Oso.